# Cosmoclostis aglaodesma
Cosmoclostis aglaodesma là một loài bướm đêm thuộc họ Pterophoridae. Nó được tìm thấy ở Atherton Tableland ở Queensland, phía nam đến gần Taree ở New South Wales.
Ấu trùng ăn hoa của Gmelina arborea và Tectona.